# Автошлях Т 1402
Автошлях Т 1402 — Пісочна-Східниця,автомобільний шлях територіального значення у Львівській області. Проходить територією Дрогобицького, та Стрийського районів через Східницю — Борислав — Трускавець — Стебник — Меденичі — Пісочну. Загальна довжина — 52,5 км.

## Маршрут
Автошлях проходить через такі населені пункти:
| Автошлях Т 1402    |         |
| Львівська область  |         |
| Дрогобицький район |         |
| Східниця           |         |
| Борислав           | Т 1415  |
| Трускавець         |         |
| Стебник            |         |
| Модричі            |         |
| Раневичі           | Т 1418  |
| Почаєвичі          |         |
| Солонське          |         |
| Довге              |         |
| Опори              |         |
| Меденичі           |         |
| Стрийський район   |         |
| Криниця            |         |
| Рудники            |         |
| Пісочна            | E471М06 |